# Поллак, Сидни
Си́дни Ирвин По́ллак (англ. Sydney Irwin Pollack; 1 июля 1934, Лафейетт, Индиана, США — 26 мая 2008, Лос-Анджелес, Калифорния, США) — американский кинорежиссёр, продюсер и актёр. Поллак снял более 20 фильмов и 10 телевизионных шоу, снялся в более чем 30 фильмах и шоу и выпустил более 44 фильмов. Его фильм 1985 года «Из Африки» получил премию Оскар за лучшую режиссуру и продюсирование. Он также был номинирован на премию «Лучший режиссёр» за «Загнанных лошадей пристреливают, не правда ли?» (1969) и «Тутси» (1982), в которой он также снялся.
В списке его самых известных работ такие фильмы, как: «Иеремия Джонсон» (1972), «Встреча двух сердец» (1973), «Три дня Кондора» (1975) и «Без злого умысла» (1981). Его последующие фильмы включали «Гавана» (1990), «Фирма» (1993), «Переводчица» (2005), также он продюсировал и снимался в фильме «Майкл Клейтон» (2007). Снимался в роли отца Уилла Трумэна в ситкоме NBC «Уилл и Грейс» (2000—2006).

## Биография
Сидни Поллак родился 1 июля 1934 года в Лафайете (Индиана) в семье еврейских эмигрантов из Одессы Ребекки Миллер и Дэвида Поллака. Отец был полупрофессиональным боксёром и фармацевтом. Семья переехала в Саут-Бенд, а его родители развелись, когда он был молодым. Его мать, которая страдала от алкоголизма и эмоциональных проблем, умерла в возрасте 37 лет, когда Поллак был студентом. Несмотря на более ранние планы учиться в колледже, а затем и в медицинской школе, в возрасте семнадцати лет Поллак уехал из Индианы в Нью-Йорк вскоре после окончания средней школы.
Поллак был женат на Клэр Брэдли Грисволд, бывшей его ученице, с 1958 года до его смерти в 2008 году. У них было трое детей: Стивен (1959), Ребекка (1963) и Рэйчел (1969).
Брат Поллака, Берни, — художник по костюмам, продюсер и актёр.
Сидни Поллак ушёл из жизни 26 мая 2008 года в возрасте 73 лет в Лос-Анджелесе. СМИ сообщали, что Поллак страдал онкологическим заболеванием.

## Профессиональная деятельность
В 1950-х годах учился в театральной школе «Neighborhood Playhouse School of the Theater» у Сэнфорда Мейснера. В перерыве между семестрами работал на грузовике, развозя пиломатериалы. После службы в армии (1957—1958 годы) вернулся в Театр по приглашению Мейснера и стал его помощником. В 1960 году Джон Франкенхаймер, друг Поллака, попросил его приехать в Лос-Анджелес, чтобы поработать тренером по диалогу для детей-актёров в первой большой картиной Франкенхаймера «Юные дикари». Именно в это время Поллак встретил Берта Ланкастера, который призвал молодого актёра попробовать себя в постановке.
Сидни Поллак играл в спектаклях на Бродвее, в телепьесах, преподавал актёрское искусство. Был постановщиком телепьес и телесериалов. Первой режиссёрской работой был фильм «Тонкая нить» (1965). Широкую известность как режиссёр получил благодаря экранизации романа Хораса Маккоя «Загнанных лошадей пристреливают, не правда ли?» о танцевальном марафоне времён Великой депрессии США в 1930-е годы. В фильме сыграли Джейн Фонда и Гиг Янг, который получил премию «Оскар» в номинации «Лучший актёр второго плана».
В 1973 году снял драму «Встреча двух сердец», где играли Барбра Стрейзанд и Роберт Редфорд. Другие известные работы в 1970-х годах — фильм «Якудза» и политический триллер «Три дня Кондора». Получил «Оскар» за драму «Из Африки» (1985) и номинацию за комедию «Тутси» (1982).
Режиссёр был известен тем, что предпочитал снимать фильмы в широком формате. Большинство его ранних картин снято на широкий объектив так, как по его мнению: «…он позволяет использовать задний фон как отражение — как метафору. Можно добавить — метафору того, что происходит на переднем плане», а первый не снятый широкоформатным объективом фильм — «Из Африки» (в связи с наступлением эры видео).
В 1993 году снял триллер «Фирма» (с Томом Крузом) по роману Джона Гришэма. Фильм «Сабрина» (с Харрисоном Фордом) подвергся критике и провалился в прокате. В 1990-х годах занялся продюсированием. Снимался в фильмах — «Мужья и жёны» Вуди Аллена, «С широко закрытыми глазами» Стэнли Кубрика.
- «Бульвар Сансет»

## Фильмография

### Режиссёр
- 1965 — Тонкая нить / The Slender Thread
- 1966 — На слом / This Property Is Condemned
- 1968 — Охотники за скальпами / The Scalphunters
- 1969 — Загнанных лошадей пристреливают, не правда ли? / They Shoot Horses, Don’t They?
- 1969 — Охрана замка / Castle Keep
- 1972 — Иеремия Джонсон / Jeremiah Johnson
- 1973 — Встреча двух сердец / The Way We Were
- 1974 — Якудза / The Yakuza
- 1975 — Три дня Кондора / Three Days of the Condor
- 1977 — Бобби Дирфилд / Bobby Deerfield
- 1979 — Электрический всадник / The Electric Horseman
- 1981 — Без злого умысла / Absence of Malice
- 1982 — Тутси / Tootsie
- 1985 — Из Африки / Out Of Africa
- 1990 — Гавана / Havana
- 1993 — Фирма / The Firm
- 1995 — Сабрина / Sabrina
- 1999 — Паутина лжи / Random Hearts
- 2005 — Переводчица / The Interpreter
- 2005 — Наброски Фрэнка Гэри / Sketches of Frank Gehry

### Актёр
- 1982 — Тутси / Tootsie — Джордж Филдз, агент Майкла
- 1992 — Мужья и жёны / Husbands and Wives — Джек
- 1992 — Смерть ей к лицу / Death Becomes Her — доктор, осматривающий Мэдлин
- 1998 — Гражданский иск / A Civil Action — Эл Юстас
- 1999 — С широко закрытыми глазами / Eyes Wide Shut — Виктор Циглер
- 1999 — Паутина лжи / Random Hearts — Карл Броман
- 2002 — В чужом ряду / Changing Lanes — Стивен Делано
- 2005 — Переводчица / Interpreter — Джей Петтигрю
- 2006 — Места в партере / Fauteuils d’orchestre — Брайн Собинский
- 2007 — Майкл Клейтон / Michael Clayton — Марти Бах
- 2008 — Друг невесты / Made of Honor — Томас Бэйли-старший

## Награды
- 1972, номинация на «Золотую пальмовую ветвь» Каннского кинофестиваля.
- 1986, две премии «Оскар» за режиссуру и лучший фильм — «Из Африки».
- Четыре номинации на премию «Оскар».
- Три номинации на «Золотой глобус».
- Награды и номинации Берлинского кинофестиваля.
- Множество других номинаций и наград[11].

### На английском языке
- Dworkin, Susan (1983). Making Tootsie: A Film Study with Dustin Hoffman and Sydney Pollack. Newmarket Pr., 120 pages, ill. ISBN 978-0-937858-19-6
- Meyer, Janet L. (2008). Sydney Pollack: A Critical Filmography. McFarland & Company, 248 pages. ISBN 978-0-7864-3752-8

### На испанском языке
- Ordieres, Rubén (2015). Sydney Pollack. Madrid: Cátedra, 432 páginas. ISBN 978-8-4376-3353-4

### На немецком языке
- Arnold, Constanze: Sydney Pollack — ein vielseitiges Talent in Hollywood: Das Werk eines großen Regisseurs des 20. und 21. Jahrhunderts. Grin Verlag 2010, 48 seiten. ISBN 978-3-640-69127-2